# Erechthias amphibaphes
Erechthias amphibaphes är en fjärilsart som beskrevs av Edward Meyrick 1939. Erechthias amphibaphes ingår i släktet Erechthias och familjen äkta malar.
Artens utbredningsområde är Kongo-Kinshasa. Inga underarter finns listade i Catalogue of Life.